# Strada statale 8 (Albania)
La strada statale 8 (in albanese Rruga shtetërore SH8) è una delle strade statali albanesi che collegano la città di Fier con Saranda, nell'estremo sud del Paese.